# Tipula bispina
Tipula bispina är en tvåvingeart som beskrevs av Friedrich Hermann Loew 1873. Tipula bispina ingår i släktet Tipula och familjen storharkrankar. Inga underarter finns listade i Catalogue of Life.